# Hemerotrecha fruitana
Espèce
Hemerotrecha fruitana est une espèce de solifuges de la famille des Eremobatidae.

## Distribution
Cette espèce est endémique des États-Unis. Elle se rencontre en Californie, au Nevada, en Utah, au Wyoming, au Colorado et au Nouveau-Mexique.

## Description
Les mâles mesurent de 12,0 à 15,0 mm.

## Étymologie
Son nom d'espèce lui a été donné en référence au lieu de sa découverte, Fruita.

## Publication originale
- Muma, 1951 : The Arachnid order Solpugida in the United States. Bulletin of the American Museum of Natural History, no 97, p. 31-141 (texte intégral).